# Cascade de Soulou
La cascade de Soulou est une cascade située dans le nord-ouest de Mayotte, sur le territoire de la commune de Tsingoni.